# Associazione Sportiva Lodigiani 2002-2003
Questa voce raccoglie le informazioni riguardanti l'Associazione Sportiva Lodigiani nelle competizioni ufficiali della stagione 2002-2003.

## Rosa
| N. |                   | Ruolo | Calciatore           |
| -- | ----------------- | ----- | -------------------- |
|    | Italia (bandiera) | C     | Mauro Antonioli      |
|    | Italia (bandiera) | C     | Cristian D'Alessio   |
|    | Italia (bandiera) | C     | Adriano D'Astolfo    |
|    | Italia (bandiera) | C     | Andrea De Cecco      |
|    | Italia (bandiera) | C     | Mariano De Francesco |
|    | Italia (bandiera) | A     | Claudio De Sousa     |
|    | Italia (bandiera) | C     | Agostino De Vizzi    |
|    | Italia (bandiera) | P     | Edoardo Domanico     |
|    | Italia (bandiera) | A     | Orlando Fanasca      |
|    | Italia (bandiera) | D     | Claudio Finetti      |
|    | Italia (bandiera) | D     | Lorenzo Fiorentini   |
|    | Italia (bandiera) | D     | Gianluca Francesconi |
|    | Italia (bandiera) | D     | Gianluca Franchini   |
|    | Italia (bandiera) | C     | Marco Fuoco          |

| N. |                   | Ruolo | Calciatore           |
| -- | ----------------- | ----- | -------------------- |
|    | Italia (bandiera) | A     | Daniele Furgani      |
|    | Italia (bandiera) | P     | Attilio Gregori      |
|    | Italia (bandiera) | D     | Luca Luzardi         |
|    | Italia (bandiera) | D     | Mirko Mancini        |
|    | Italia (bandiera) | C     | Emanuele Martinelli  |
|    | Italia (bandiera) | D     | Daniele Merondi      |
|    | Italia (bandiera) | C     | Alfredo Nardoni      |
|    | Italia (bandiera) | C     | Giancarlo Pantano    |
|    | Italia (bandiera) | C     | Alessandro Picca     |
|    | Italia (bandiera) | A     | Enrico Polani        |
|    | Italia (bandiera) | D     | Fabrizio Maria Russo |
|    | Italia (bandiera) | A     | Francesco Sanetti    |
|    | Italia (bandiera) | A     | Bruno Trocini        |
|    | Italia (bandiera) | C     | Mauro Zaccagnini     |